# 방재순
방재순(1917년 2월 25일 ~ 2015년 4월 4일)은 대한민국의 비전향 장기수이다.

## 생애
강원도 횡성군에서 태어났다. 어릴 때 어머니를 여의고 조부모 밑에서 자랐으며, 일제강점기에 항일운동을 했던 삼촌에게 영향받았다. 1945년 미군정이 시작되면서 좌익 운동에 나섰고 강원도 지역에서 조직을 구성하고 지하활동을 했다.
1950년에 한국 전쟁이 발발하면서 고향 횡성군이 조선인민군에 점령되었다. 방재순은 조선민주주의인민공화국을 지지하면서 횡성에 조직된 인민위원회에서 서무과장을 맡았다. 조선인민군이 후퇴하자 아내와 딸을 데리고 월북하였다.
휴전 후에 공작원으로 남파되었다가 1954년 7월 말에 체포되었다. 내려온 지 얼마 지나지 않아 체포되었기 때문에 간첩으로서 활동은 거의 하지 못했으나 한국 전쟁 중 월북한 사실이 문제가 된 끝에 장기수가 되었다. 수감 중 전향을 권유받았지만 전향하지 않고 비전향 장기수로 남았다. 총 수감 기간은 약 38년이다.
2000년 6·15 남북 공동선언에 의거하여 조선민주주의인민공화국으로 송환되었고 조국통일상을 받았다. 2006년에 수기 〈판문점충격 통일려명을 부른다〉를 《로동신문》에 발표하여 김정일 지지를 선언했다. 방재순의 삶을 소재로 한 장편소설 《참대는 불에 타도》가 창작되기도 했다.

## 참고자료
- 안영기 외 13인 (2003). 〈태양을 따르는 길에 영생의 삶이 있다 (방재순)〉. 《신념과 의지의 강자들 -  비전향 장기수들의 수기 3》. 평양: 평양출판사.